# Trójmiasto Gliwice-Zabrze-Bytom

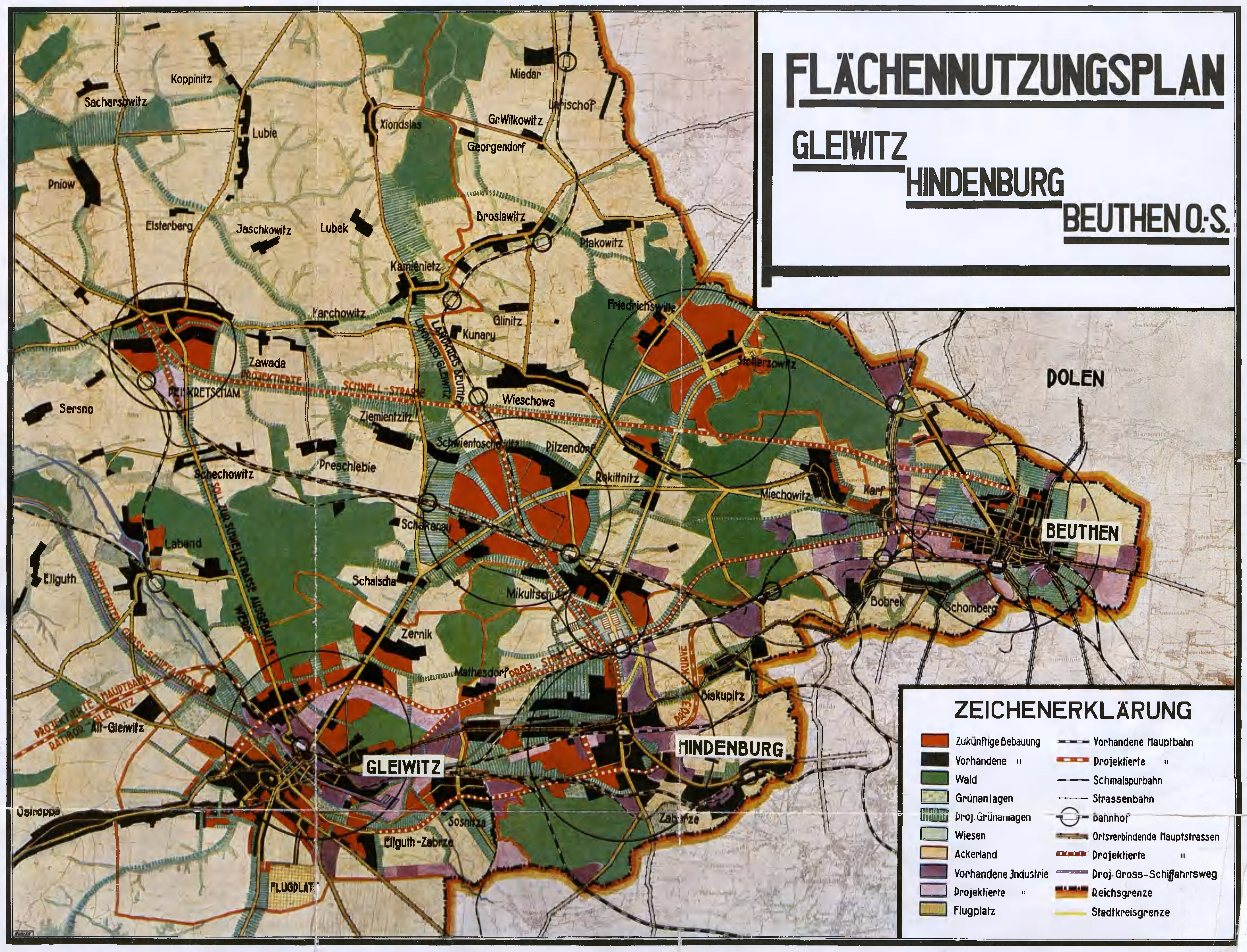
Plan zagospodarowania przestrzennego Gliwic, Zabrza, Bytomia i okolic z pracy Schabika, Stütza i Moritz Wolf z 1929 roku

Trójmiasto Gliwice-Zabrze-Bytom (niem. Dreistädteeinheit Gleiwitz-Hindenburg-Beuthen) – planowane w latach międzywojennych miasto w Niemczech, mające składać się z Gliwic, Zabrza oraz Bytomia. To jeden z najwcześniejszych projektów metropolitalnych w historii rejonu aglomeracji górnośląskiej. 

## Historia
Po plebiscycie w 1921 roku część Górnego Śląska została oddzielona od Niemiec i stała się częścią autonomicznego województwa śląskiego II Rzeczypospolitej Polskiej. Spowodowało to, że miejscowości, które od setek lat ze sobą koegzystowały, nagle zostały rozdzielone granicą. W okresie międzywojennym dwie części podzielonego regionu zaczęły między sobą rywalizować. W 1926 roku władze w niemieckiej części Górnego Śląska zaplanowały powstanie dużego, znaczącego miasta, mającego składać się z Gliwic (niem. Gleiwitz), Zabrza (niem. Hindenburg) i Bytomia (niem. Beuthen).
W 1928 roku został rozpisany konkurs, mający na celu wyłonienie projektu nowego centrum na obszarze dzisiejszego Zabrza. Do konkursu wpłynęły prace od najwybitniejszych niemieckich architektów – Maxa Berga, Paula Bonatza oraz Hansa Poelziga. Uznano, że projekt Poelziga jest najbardziej odpowiedni. Na dzisiejszym placu Wolności, Poelzig zaprojektował serce przyszłego trójmiasta – m.in. z teatrem miejskim, kinem, dwoma placami, budynkami administracyjnymi, handlowymi i usługowymi. Pobliski zabrzański dworzec miał być supernowoczesnym obiektem, mającym pełnić funkcję stacji granicznej, z sześcioma peronami i zadaszoną halą.

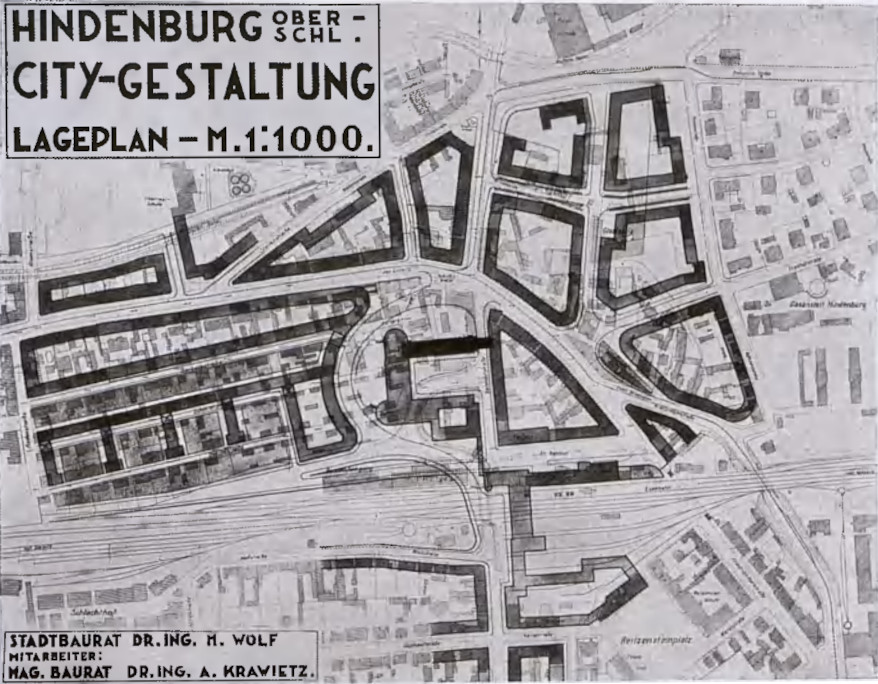
Projekt śródmieścia autorstwa Moritza Wolfa(inne języki) i Alberta Krawietza
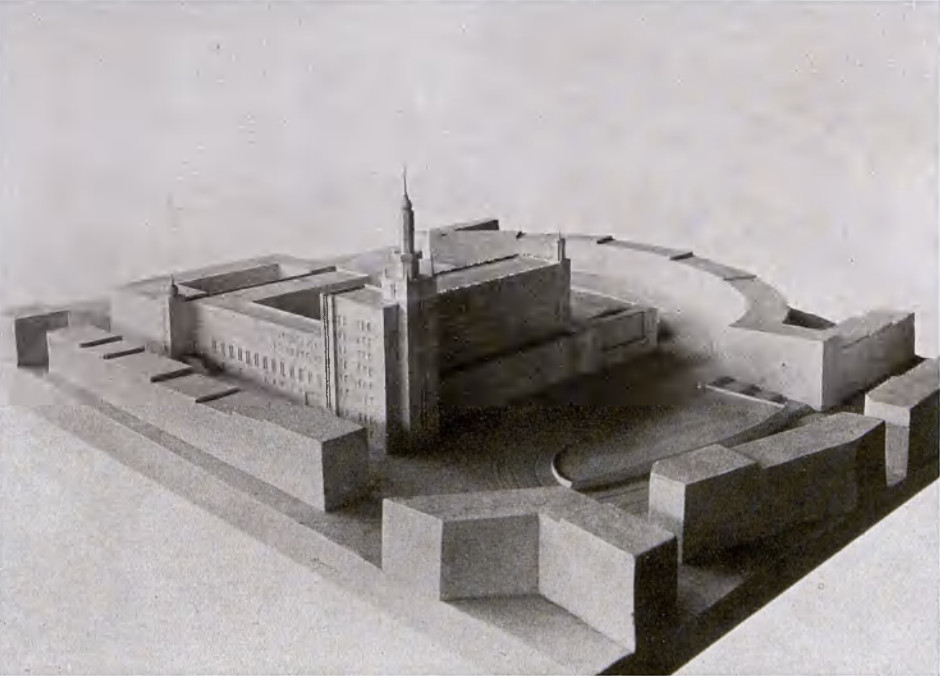
Projekt śródmieścia autorstwa Paula Bonatza
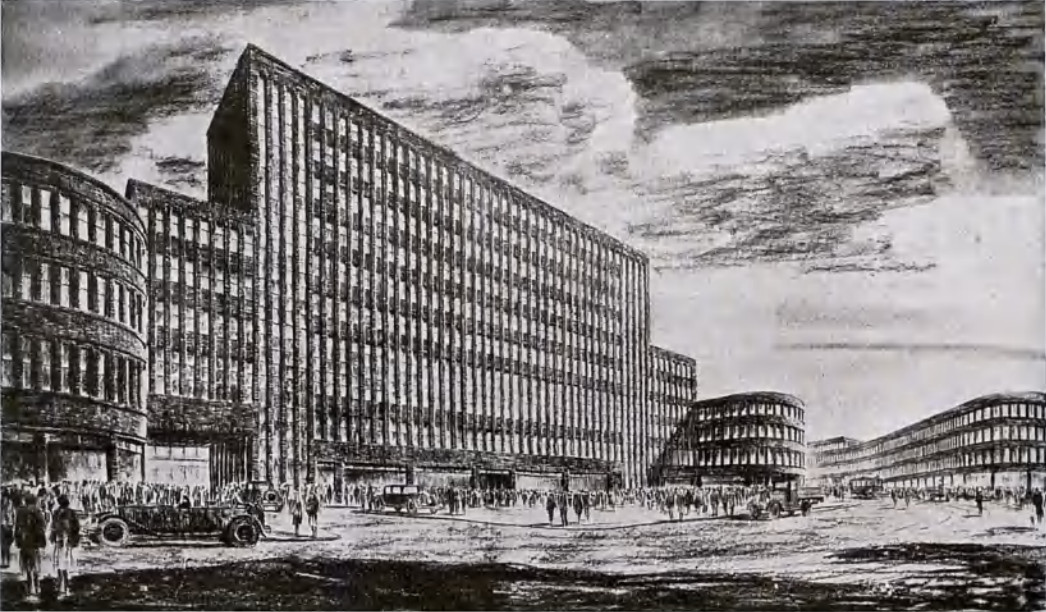
Projekt śródmieścia autorstwa Hansa Poelziga

Projekt nie został zrealizowany, głównie z powodu kryzysu ekonomicznego oraz zmian politycznych w Niemczech, w tym polityki Adolfa Hitlera, dla którego wydatki na modernistyczne projekty miały niski priorytet.

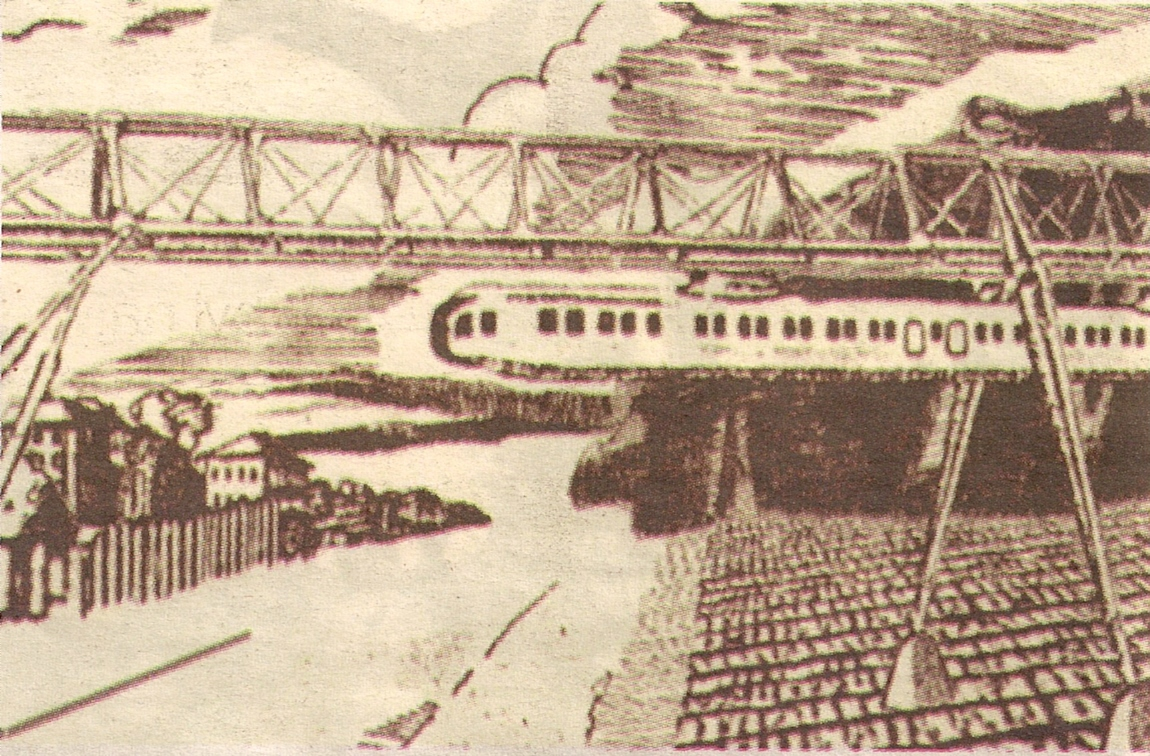
Rysunek będący żartem primaaprilisowym tygodnika Oberschlesien im Bild z 1925 roku, przedstawiający projekt kolejki napowietrznej na trasie Gliwice-Zabrze-Bytom

Powstała również koncepcja napowietrznej kolejki, która konstrukcyjnie miała być zbliżona do Wuppertaler Schwebebahn, znajdującej się Wuppertalu[niewiarygodne źródło?].

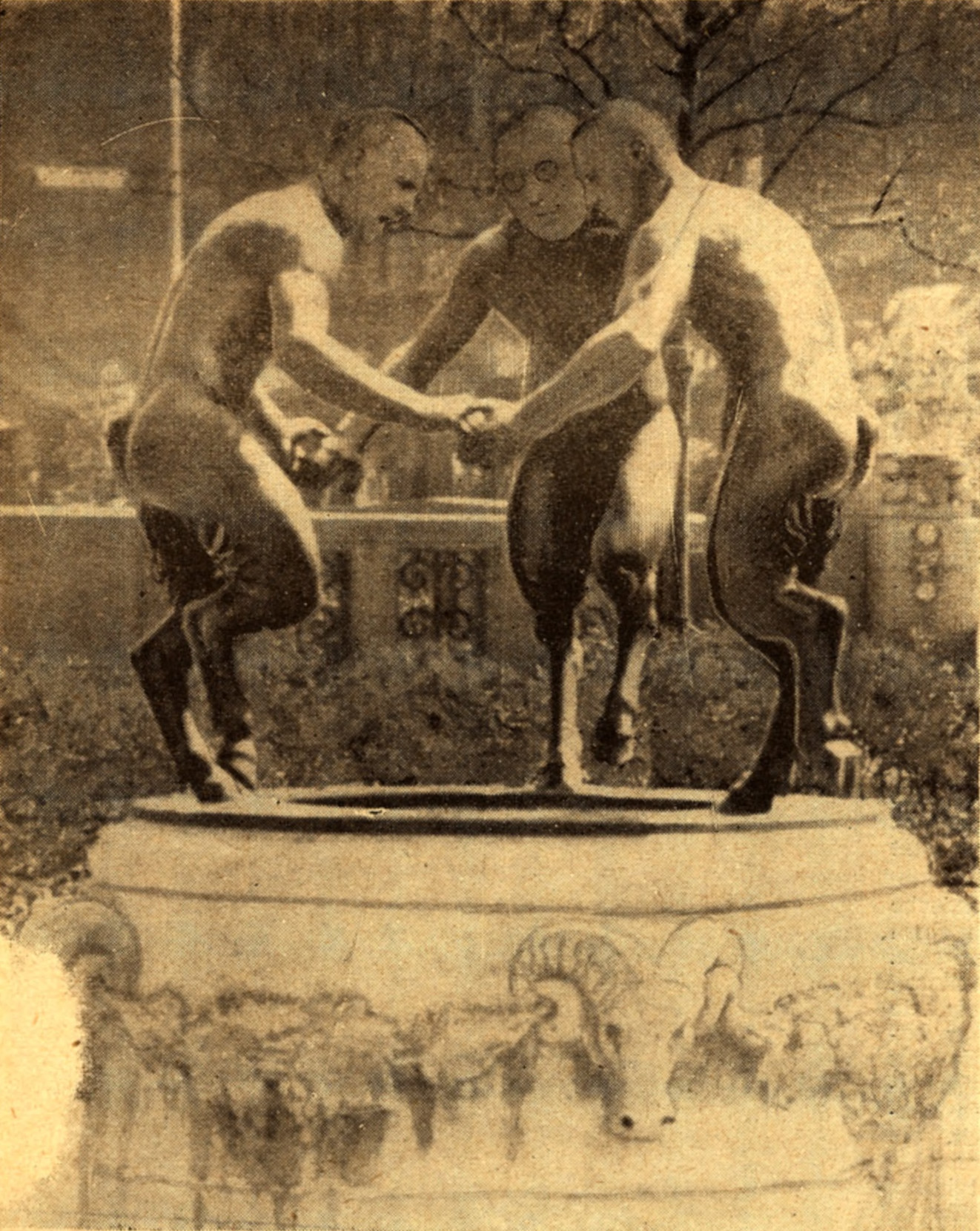
Fotomontaż będący żartem primaaprilisowym tygodnika Oberschlesien im Bild z 1932 roku, w którym głowy faunów zastąpiono podobiznami ówczesnych nadburmistrzów

Przed Urzędem Miejskim w Gliwicach stoi fontanna z trzema faunami, które według legendy mają symbolizować nadburmistrzów Gliwic, Zabrza i Bytomia, niemogących dojść do porozumienia w kwestii planowanego przed wojną połączenia miast.